# قرار مجلس الأمن التابع للأمم المتحدة رقم 935
قرار مجلس الأمن التابع للأمم المتحدة رقم 935، المتخذ بالإجماع في 1 تموز / يوليو 1994، بعد التذكير بجميع القرارات المتعلقة برواندا، ولا سيما القرار 918 (1994) و925 (1994)، طلب المجلس إلى الأمين العام بطرس بطرس غالي إنشاء لجنة خبراء التحقيق في انتهاكات القانون الإنساني الدولي أثناء الإبادة الجماعية في رواندا.
وشدد المجلس على ضرورة النشر المبكر لبعثة الأمم المتحدة لمساعدة رواندا حتى تتمكن من الوفاء بولايتها. وأشير إلى بيانين أدلى بهما رئيس مجلس الأمن والأمين العام بشأن انتهاكات القانون الإنساني الدولي في رواندا، وأشار المجلس إلى أن التحقيق الكامل وحده هو الذي يمكن أن يثبت وقائع ما حدث وبالتالي تحديد المسؤولية. ورحب بزيارة مفوض الأمم المتحدة السامي لحقوق الإنسان وتعيين مقرر خاص لرواندا.
وأُعرب عن القلق إزاء استمرار ورود تقارير عن عمليات قتل منهجية في رواندا، بما في ذلك تقارير الإبادة الجماعية، مع الإشارة إلى ضرورة تقديم المسؤولين عن الأفعال المرتكبة إلى العدالة. وفي هذا الصدد، طلب المجلس إلى الأمين العام إنشاء لجنة محايدة من الخبراء للتحقيق في التقارير المتعلقة بانتهاكات القانون الإنساني الدولي وتقديم تقرير إلى الأمين العام. تم حث جميع الدول والمنظمات الدولية على جمع المعلومات بطريقة مماثلة للجنة الخبراء وكذلك حول انتهاكات اتفاقية الإبادة الجماعية، مما يجعل المعلومات التي تم جمعها متاحة في غضون 30 يوماً اتخاذ هذا القرار.
وطُلب من الأمين العام أن يقدم تقريراً إلى المجلس عن إنشاء لجنة الخبراء وأن يقدم تقريراً عن النتائج التي توصلت إليها في غضون أربعة أشهر. كما طُلب من الأمين العام، إلى جانب المفوض السامي لحقوق الإنسان، إتاحة المعلومات المقدمة إلى المقرر الخاص لرواندا للجنة. تم حث جميع المعنيين على التعاون مع اللجنة من أجل إنجاز مهمتها.

## روابط خارجية
- نص القرار في undocs.org